# Британська асоціація дослідження печер
Британська асоціація дослідження печер (BCRA) — спелеологічна організація у Великій Британії. Її метою є сприяння вивченню печер і пов'язаних з ними феноменів, і він досягає цього шляхом підтримки досліджень печер і карсту, заохочення оригінальних досліджень (як у Великій Британії, так і в експедиціях за кордоном), збору та публікації спелеологічної інформації, підтримки бібліотеки та організації освітніх та наукових конференцій і нарад.
BCRA є зареєстрованою благодійною організацією у Великобританії та установчим органом Британської спелеологічної асоціації (BCA), яка здійснює благодійну діяльність від імені BCA.

## Інтернет-ресурси
- British Cave Research Association
- British Caving Library